# Harpun
Harpun – miotana broń myśliwska w postaci grotu z zadziorami, osadzonego na drzewcu (drewnianym lub metalowym). Wykorzystywany jest do polowania na duże zwierzęta morskie, przede wszystkim wieloryby. Do czasu wynalezienia działa harpunniczego była to broń miotana ręcznie. Marynarz miotający harpun nazywany był harpunnikiem.
Stosowane już w okresie paleolitu (kultura magdaleńska).

## Galeria

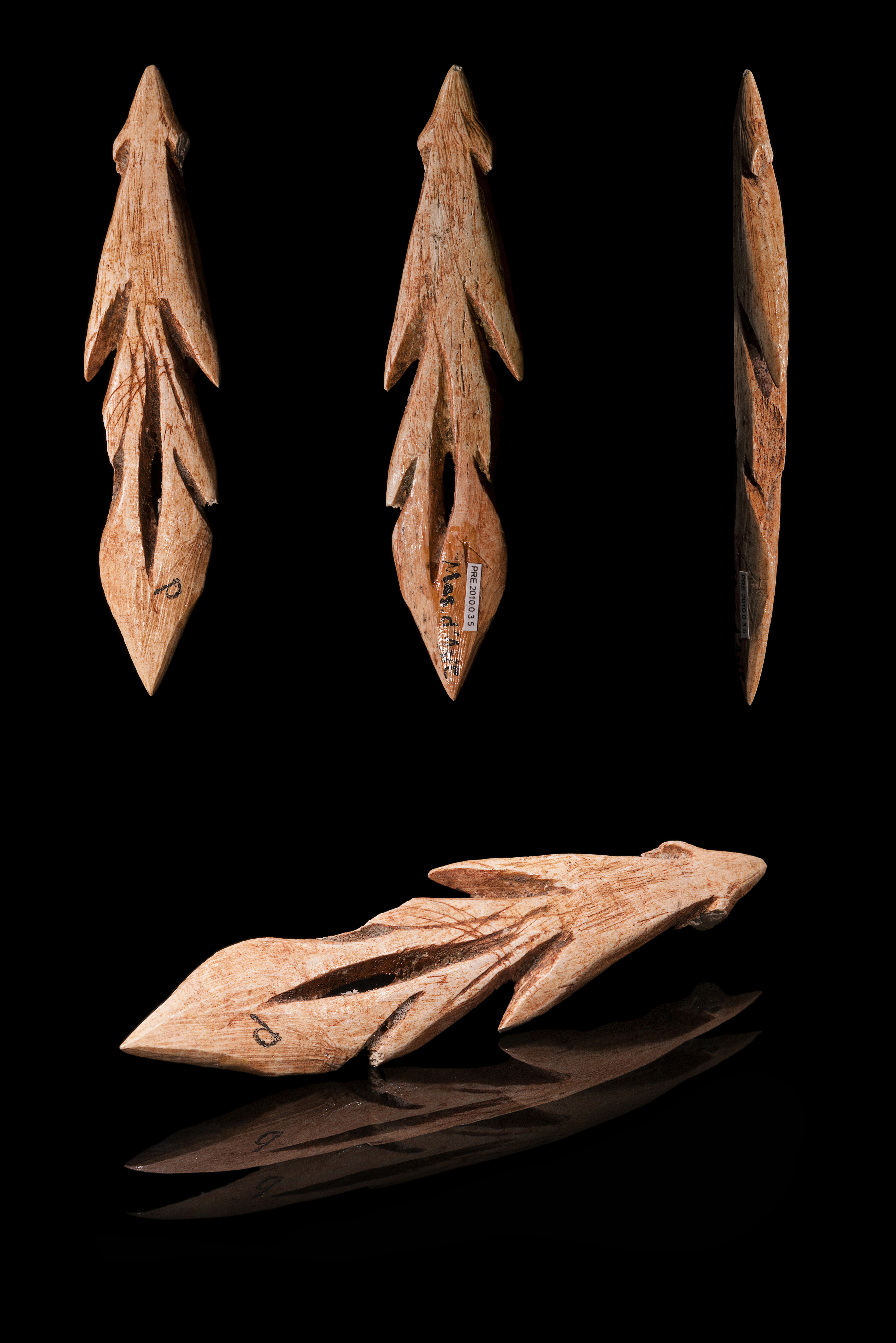
Mezolityczny harpun, Grotte du Mas-d’Azil, departament Ariège (Francja)
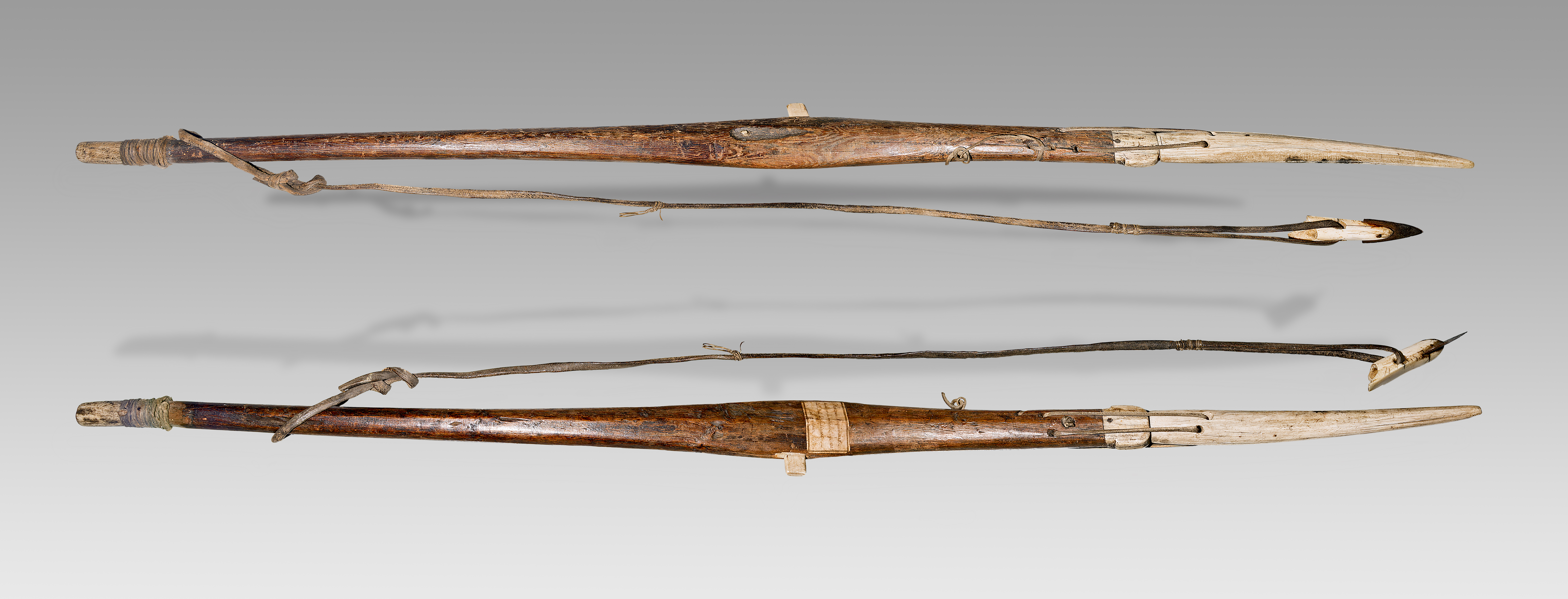
Harpun
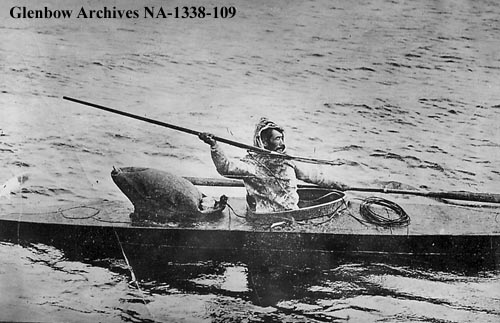
Inuicki myśliwy z harpunem w kajaku. Zatoka Hudsona, ok. 1908-1914
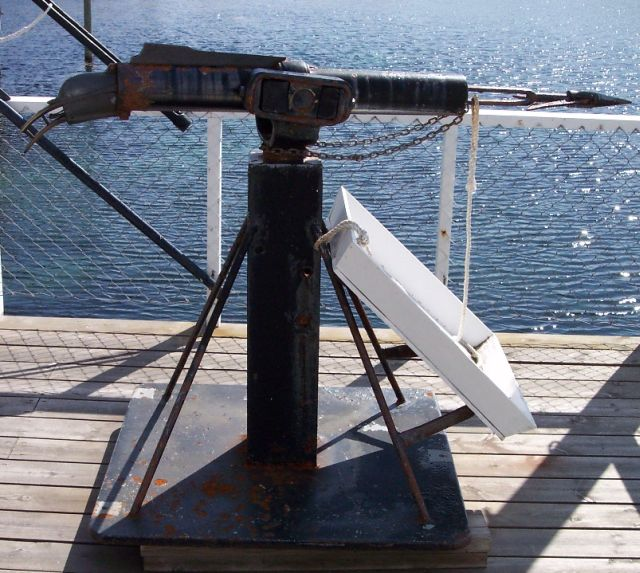
Współczesny harpun wielorybniczy